# Perizoma gigas
Perizoma gigas là một loài bướm đêm trong họ Geometridae.